# راشيل دي كيروش
راشيل دي كيروش (بالإنجليزية: Rachel de Queiroz)‏ (17 نوفمبر 1910، فورتاليزا في البرازيل - 4 نوفمبر 2003، ريو دي جانيرو في البرازيل)؛ مؤلِّفة، كاتِبة مسرحية، سياسية، مترجمة، صحفية وروائية برازيلية.

## روابط خارجية
- راشيل دي كيروش على موقع IMDb (الإنجليزية)
- راشيل دي كيروش على موقع الموسوعة البريطانية (الإنجليزية)
- راشيل دي كيروش على موقع قاعدة بيانات الفيلم (الإنجليزية)